# Essau
Essau ist eine Ortschaft im westafrikanischen Staat Gambia.
Nach einer Berechnung für das Jahr 2013 leben dort etwa 6640 Einwohner, das Ergebnis der letzten veröffentlichten Volkszählung von 1993 betrug 4486.

## Geographie
Der Ort liegt in der North Bank Region, Distrikt Lower Niumi an der Mündung des Flusses Gambia in den Atlantischen Ozean, drei Kilometer östlich von Barra entfernt.
Südlich von Essau liegt der Kang Point.

## Geschichte
Bis im 19. Jahrhundert war Essau die Königsstadt der Niumika. Das Königreich der Niumi war mit den britischen Kolonisten in Barra im Konflikt, es kam daher zum Barra-Krieg.

## Sehenswürdigkeiten
In ungefähr sieben Kilometern Entfernung liegt westlich das Heilige Krokodilbecken von Berending.

## Söhne und Töchter des Orts
- Edrissa Sonko (* 1980), Fußballspieler
- Ansu Sowe (* 1984), Langstreckenläufer